# سید حسین حجازی
سید حسین حجازی نیکوکار و کارآفرین ایرانی (زادهٔ ۱۳۲۴ – درگذشتهٔ ۱ خرداد ۱۳۹۰) بود. در حال حاضر بیش از ۱۵۰۰ نفر در شرکت‌ها و سازمان‌های که او تأسیس کرده است مشغول به کار هستند.

## زندگی‌نامه[۳]
سید حسین حجازی در سال ۱۳۲۴، در شهر برزک در اطراف کاشان، به دنیا آمد. پدر او معلم بود. اصلیت حسین حجازی، به روستای استرک کاشان برمی‌گردد. وی تحصیلات ابتدایی و متوسطه را در کاشان گذراند تا این که در سالِ آخر دبیرستان، به تهران آمد و در دبیرستان نظام، به تحصیل خود ادامه داد. وی فارغ‌التحصیل در رشته مهندسی ماشین‌آلات کشاورزی از دانشگاه بین‌المللی شیراز در سال ۱۳۴۹ از جمله کارهای ماندگار ایشان راه اندازی باشگاه والیبال باریج اسانس و مؤسسه خیریه مهرگان بود، همچنین در سال ۱۳۷۳ داروسازی باریج اسانس را بنا نهاد.

## افتخارات[۹]
- درسال ۱۳۷۶ موفق به دریافت جایزه مدیریت کیفیت از کشور سوئیس گردید.
- درسال ۱۳۷۶ جایزه دوم جشنواره خوارزمی جهت تحقیقات کاربردی تولید اسانس در نقطه فوق بحرانی توسط سیال دی‌اکسید کربن را به خود اختصاص داد.
- در سالهای ۱۳۸۴ و ۱۳۸۵ مجموعه باریج اسانس تحت مدیریت حسین حجازی واحد نمونه صنعتی استان مرکزی معرفی شد.
- در سال ۱۳۸۵ کارآفرین نمونه کشور شد
- در سال ۱۳۸۷ رتبه دوم کارآفرینی پیروز در جشنواره شیخ بهایی را به خود اختصاص داد.
- سال ۱۳۸۷ پماد ام جی باریج اسانس به عنوان محصول برتر کشور شناخته شد.
- سال ۱۳۸۸ واحد تحقیق و توسعه به مدیریت حسین حجازی به عنوان «واحد برتر کشور» شناخته و معرفی گردید.[۱۰]